# Gokū Gaiden! Yūki no akashi wa Sì Xīngqiú
Gokū Gaiden! Yūki no akashi wa Sì Xīngqiú (悟空外伝! 勇気の証しは四星球 Gokū Gaiden! Yūki no Akashi wa Sūshinchū?, ¡Historia extra de Gokū! La prueba de valentía es la Sì Xīngqiú)Dragon Ball GT: 100 años después, es un episodio especial de la serie de anime televisiva Dragon Ball GT. Fue estrenado entre los episodios 40 y 41, el 26 de marzo del 1997.

## Argumento
Han pasado 100 años desde la derrota de Baby, la única de los Guerreros Z con vida es Pan que ahora es una anciana que vive con su nieto Son Gokū Jr. Pan intenta entrenarle para que se haga fuerte, pero el chico parece no haber heredado las dotes de lucha de los Saiyajin. Un día uno de los matones de la escuela le roba un bolígrafo de juguete a Son Gokū Jr., sin que este oponga resistencia. Al enterarse, Pan se enfurece tanto que cae víctima de una insuficiencia cardíaca y es llevada al hospital. Entonces Son Gokū Jr. decide ir a buscar las Dragon Balls de las que tanto habla su abuela y pedir al dragón que la cure, y así emprende la partida hacia el monte Paoz donde está la cabaña de su tatarabuelo Son Goku, de camino se encuentra con Puck, quien decide acompañarlo.
Llegando al monte Paoz son atacados por una jauría de lobos, y cuando Puck está a punto de ser comido es salvado por una joven, quien los lleva a casa y les da de cenar. Esta joven resulta ser una Yōkai llamada Mamba que quiere comérselos. Después de escapar llegan corriendo hasta un puente de hamaca, Puck logra pasar sin mucha dificultad pero cuando Gokū Jr. esta en el medio del puente este se comienza a romper, Puck intenta ayudarle a Son Gokū Jr. pero cae al acantilado, mientras que Son Gokū Jr, cae en una saliente de la ladera. Son Gokū Jr. sigue su camino hasta que se encuentra con Getto, quien está intentando comerse un osezno, pero Son Gokū Jr se defiende y lo vence gracias a su poder oculto. A punto de llegar a casa de su tatarabuelo, Son Gokū Jr. es atacado de nuevo por el grupo de Yōkai y por un jabalí gigante, pero logra vencerlos gracias a que su enojo lo convierte en el guerrero legendario, Super Saiyajin.
Cuando logra llegar a la cabaña encuentra la Sì Xīngqiú de 4 estrellas, la cual llevaba Son Gokū cuando era niño, luego de encontrarla salió de la casa y trató de invocar a Shenlong para que le concediese un deseo, pero no aparecía Shenlong, después de que el tataranieto de Son Gokū se decepcionase por completo y estando a punto de marcharse, apareció Son Gokū, el cual le explicó que para que Shenlong apareciera debía reunir las 7 Dragon Balls. Después de haberle explicado esto, su tataranieto le prometió entrenar para ser un gran guerrero como lo era Son Gokū. Justo después Pan, junto con su desaparecido amigo, Puck llega en un helicóptero para rescatar a su nieto y antes de que Son Gokū Jr. le pudiera dar las gracias, Son Gokū desaparece.

## Curiosidades
- De este episodio, dado que Son Goku Jr. logra encontrar la esfera de cuatro estrellas, podría suponerse que, a fin de cuentas, lo dicho por Trunks al final de Dragon Ball GT, una vez que Son Goku decide irse con Shenlong (que una vez que los Guerreros Z, y posiblemente la especie humana, hubiesen aprendido a defender su planeta sin necesidad de las Dragon Balls, estas les serían devueltas por Shenlong) termina cumpliéndose.

## Personajes
- Son Gokū Jr.
- Son Gokū
- Pan
- Puck

### Personajes exclusivos

#### Getto
Getto (ゲットー Gettō?) es un yōkai reptilezco compañero de Mamba y Rakkaru.

#### Mamba
Mamba (マンバ Manba?) es una yōkai compañera de Getto y Rakkaru, puede utilizar su cabello como arma.

#### Rakkaru
Rakkaru (ラッカル?) es un yōkai gallo compañero de Mamba y Getto.

#### Yōmaō
Yōmaō (妖魔王?  Rey de los monstruos) es un yōkai jabalí, es el líder de los yōkai del monte Paoz, puede transformar sus brazos en distintas armas.
- Datos: Q909574